# Fargo (televisieserie)
Fargo is een Amerikaanse anthologieserie uit 2014, geschreven door Noah Hawley. De serie is gebaseerd op de gelijknamige film Fargo uit 1996 onder regie van de broers Joel en Ethan Coen, die tevens zijn aangetrokken als uitvoerend producent voor de televisieserie. De eerste aflevering werd op 15 april 2014 uitgezonden op FX.
De serie richt zich op misdaad en laat zien hoe meestal op het oog gewone burgers verstrikt raken in het criminele milieu, vaak op absurdistische toon. 

## Seizoenen

### Seizoen 1
Het eerste seizoen bestond uit tien afleveringen waarvan op 15 april 2014 de eerste werd uitgezonden op FX, op 17 juni 2014 sloot het eerste seizoen af. Bedenker Hawley bevestigde dat de serie een vervolg zou krijgen, met een nieuw verhaal en nieuwe personages. Dit maakt Fargo een anthologieserie.
Het verhaal speelt zich af rond het plaatsje Bemidji in Minnesota in 2006 waar passant Lorne Malvo (gespeeld door Billy Bob Thornton), een misdaadsyndicaat en verzekeringsagent Lester Nygaard (Martin Freeman) het met elkaar en met de politie aan de stok krijgen. Er vallen meerdere doden en hulpsheriff Molly Solverson en Gus Grimly, een agent uit Duluth, proberen de zaak op te lossen maar worden tegengewerkt door vrijwel iedereen, waaronder de politie zelf.

### Seizoen 2
Het tweede seizoen bestond eveneens uit tien afleveringen, werd opgenomen in januari 2015 in Calgary, Canada 
 en uitgezonden in het najaar van 2015. In dit seizoen, dat speelt in het voorjaar van 1979 en kan worden gezien als een prequel van seizoen 1, komen twee van de personages uit het eerste seizoen terug: Molly Solverson en haar vader Lou Solverson, beide - vanwege het leeftijdsverschil - gespeeld door andere acteurs.
In deze reeks, die zich voornamelijk afspeelt in Luverne, wordt een lid van de criminele familie Gerhardt aangereden door schoonheidspecialiste Peggy Blumquist nadat zijn poging tot omkoping van een rechter heeft geleid tot een bloedbad. Peggy en haar man Ed doen hun best niet verder betrokken te raken maar door toedoen van rijkspolitieagent Lou Solverson, diens schoonvader sheriff Hank Larsson (gespeeld door Ted Danson), de Gerhardts en een concurrerende bende raken zij steeds dieper in de ellende.

### Seizoen 3
Seizoen 3 werd opgenomen in 2017. Dit seizoen bestaat ook uit 10 afleveringen en werd eveneens in Calgary opgenomen. Anders dan de voorafgaande serie staat dit seizoen qua verhaal geheel los van eerdere seizoenen. 
Het verhaal speelt in 2010. Reclasseringsambtenaar Ray Stussy en zijn vriendin Nikki Swango - die hij begeleidt - proberen rijkdom te vergaren door een kostbare postzegel te stelen van Ray's succesvolle broer Emmit. Het plan valt door een persoonsverwisseling in duigen, er vallen twee dodelijke slachtoffers en de twee proberen hun betrokkenheid te verdoezelen. Ondertussen probeert Emmit een lening af te betalen bij een louche investeringsmaatschappij maar dat bedrijf, geleid door V. M. Varga, heeft andere plannen. Hoofdcommissaris Gloria Burgle, wier stiefvader tot de slachtoffers behoort, probeert de zaak te ontwarren.
Opmerkelijk: de twee broers Stussy - Ray en Emmit - worden gespeeld door dezelfde acteur, Ewan McGregor.

### Seizoen 4
De opnames voor deze reeks van 11 afleveringen is begonnen in oktober 2019. De hoofdrol is voor Chris Rock in de rol van de leider van een misdaadsyndicaat bestaande uit zwarte migranten die in de jaren 1950 naar het Noorden trekken vanwege de rassenscheidingswetten van Jim Crow in het Zuiden, die in conflict komen met de maffia van Kansas City. Overige rollen zijn voor Jason Schwartzman, Ben Whishaw, Jessie Buckley, Salvatore Esposito, Glynn Turman en Jack Huston. De eerste reeks afleveringen is onder regie van Noah Hawley, bedenker en uitvoerend producent van de serie.

## Rolverdeling
| Seizoen 1 Hoofdrollen Martin Freeman als Lester Nygaard Allison Tolman als Deputy Molly Solverson Billy Bob Thornton als Lorne Malvo Colin Hanks als Officer Gus Grimly Andere rollen Bob Odenkirk als Deputy Bill Oswalt Kate Walsh als Gina Hess Atticus Mitchell als Mickey Hess Liam Green als Moe Hess Adam Goldberg als Mr. Numbers Russell Harvard als Mr. Wrench Oliver Platt als Stavros Milos Glenn Howerton als Don Chumph Jordan Peele als Webb Pepper Keegan-Michael Key als Bill Budge Joey King als Greta Grimly Julie Ann Emery als Ida Thurman Tom Musgrave als Bo Munk Keith Carradine als Lou Solverson Rachel Blanchard als Kitty Nygaard Joshua Close als Chaz Nygaard Kelly Holden als Pearl Nygaard |  | Seizoen 2 Hoofdrollen Kirsten Dunst als Peggy Blumquist Jesse Plemons als Ed Blumquist Patrick Wilson als Lou Solverson Ted Danson als Hank Larsson Jean Smart als Floyd Gerhardt Andere rollen Zahn McClarnon als Hanzee Dent Cristin Milioti als Betsy Solverson Angus Sampson als Bear Gerhardt Emily Haine als Noreen Vanderslice Raven Stewart als jonge Molly Solverson Rachel Keller als Simone Gerhardt Jeffrey Donovan als Dodd Gerhardt Michael Hogan als Otto Gerhardt Nick Offerman als Karl Weathers Elizabeth Marvel als Constance Heck Daniel Beirne als Sonny Greer Todd Mann als Wayne Kitchen Brad Mann als Gale Kitchen Brad Garrett als Joe Bulo Mike Bradecich als Skip Sprang Kieran Culkin als Rye Gerhardt Bruce Campbell als Ronald Reagan |  | Seizoen 3 Hoofdrollen Ewan McGregor als Emmit Stussy/Ray Stussy Carrie Coon als Gloria Burgle David Thewlis als V.M. Varga Mary Elizabeth Winstead als Nikki Swango Goran Bogdan als Yuri Gurka Andere rollen Michael Stuhlbarg als Sy Feltz Andy Yu als Meemo Olivia Sandoval Winnie Lopez Graham Verchere als Nathan Burgle Mark Forward als Donny Mashman Shea Whigham als Moe Dammick Russell Harvard als Mr. Wrench Mary McDonnell als Ruby Goldfarb Linda Kash als Stella Stussy Hamish Linklater als Larue Dollard Ray Wise als Paul Marrane Scoot McNairy als Maurice LeFay |  | Seizoen 4 Hoofdrol Chris Rock als Loy Cannon Andere rollen Jason Schwartzman als Josto Fadda Ben Whishaw als Rabbi Milligan Jessie Buckley als Oraetta Mayflower Salvatore Esposito als Gaetano Fadda Glynn Turman als Doctor Senator Jack Huston als Odis Weff |